# Мартин Линдстрьом
Мартин Линдстрьом (на датски: Martin Lindstrøm) е датски автор, роден през 1970 г. Основател е на организация „Buyology“ INC. Част от книгите на Линдстрьом не са преведени на български, затова и заглавията остават на английски. Най-популярната му книга е „Биология на купуването“, други книги са: „Малките данни : дребните детайли, които разкриват мащабни тенденции“ и „Brandwashed – Tricks Companies Use to Manipulate Our Minds and Persuade Us to Buy“, което всъщност е първото му заглавие, написано за потребителите, за който Линдстрьом провел маркетингов експеримент тип „от уста на уста“ за 3 милиона долара.

## Работа и постижения
Линдстром е колумнист на Fast Company, списание „Time“ и „Harvard Business Review“ и редовно взима участие в шоуто на NBC Today. Линдстрьом има написани седем книги за брандиране и потребителско поведение. Той е основополагащ партньор и председател на Съвета на Buyology Inc. и директор на агенция за брандиране „Sense“. През 2011 г. Lindstrom се появява във филмовия документален филм на Morgan Spurlock (Super Size Me), „Най-великия продаван филм“ (The Greatest Movie Ever Sold) както и в „Следващия топ модел на Америка“. През 2015 г., глобалната класация – Thinkers50 го включват под номер 18 в списъка им на най-добрите 50 мислители за управление в света, както и в актуализирания им списък през 2017 г.